# Platysporoides donacis
Platysporoides donacis är en svampart som först beskrevs av Augusto Napoleone Berlese, och fick sitt nu gällande namn av Shoemaker & C.E. Babc. 1992. Platysporoides donacis ingår i släktet Platysporoides och familjen Pleosporaceae.   Inga underarter finns listade i Catalogue of Life.
I den svenska databasen Dyntaxa används istället namnet Clathrospora donacis för samma taxon.  Arten är reproducerande i Sverige.